# Vicia cypria
Vicia cypria là một loài thực vật có hoa trong họ Đậu. Loài này được Unger & Kotschy miêu tả khoa học đầu tiên.